# Karasjok
Karasjok (norw.; równorzędna nazwa lapońska – Kárášjohka) – niewielka miejscowość w północnej Norwegii, w okręgu Finnmark, ok. 30 km od granicy z fińską Laponią. Także nazwa gminy (Karasjok kommune, Kárášjoga gielda), 5464 km², którego jest stolicą. Karasjok jest 2. norweską gminą pod względem powierzchni.

## Informacje ogólne
Ośrodek kulturalny, turystyczny i handlowy (położony na międzynarodowej drodze E 6 (łączącej miasto Trelleborg na południowym krańcu Skandynawii, w południowej Szwecji z norweskim miastem Kirkenes w gminie Sør-Varanger, tuż przy granicy rosyjskiej) oraz – poprzez E 69 – Nordkapp z trasą E 75 (z Vardø przez Helsinki/Gdańsk i dalej do Grecji). Siedziba parlamentu norweskiej Laponii, radiostacji i innych instytucji. Mieści się tu też muzeum i najstarszy w Finnmarku kościół luterański z 1807 (jedyna budowla w mieście, która przetrwała II wojnę światową).

## Symbole gminy Karasjok
Zatwierdzona 27 czerwca 1986 przez króla Norwegii flaga i herb miasta i gminy Karasjok przedstawia trzy żółte ogniska (dwa nad jednym), złożone z pięciu płomieni każde na czerwonym tle. Ogniska te symbolizują narody: Norwegów, Lapończyków oraz fiński naród Kvæns (który przejął od Lapończyków styl życia) mieszkających i żyjących zgodnie na wspólnym terytorium. Ogniska te symbolizują zarazem miejsca gromadzenia się wędrujących nomadów, ich styl życia, a także duże znaczenie ognia w przeżyciu w trudnych warunkach północnej Europy, szczególnie na wyżynie, na której mieści się Karasjok.

## Demografia
Według danych z roku 2005 gminę zamieszkuje 2876 osób (w tym 80% narodowości lapońskiej). Gęstość zaludnienia wynosi ok. 0,53 os./km².
Pod względem zaludnienia Karasjok zajmuje 281. miejsce wśród norweskich gmin.

## Edukacja
Według danych z 1 października 2004:
- liczba szkół podstawowych (norw. grunnskolar): 2
- liczba uczniów szkół podst.: 432

## Władze gminy
Według danych na rok 2011 administratorem gminy (norw. rådmann) jest Hilda Vuolab, natomiast burmistrzem (norw. ordfører, d. borgermester) jest Kjell Harald Sæther.